# Adenowirusy
Adenowirusy (łac. Adenoviridae) – rodzina wirusów DNA, charakteryzujących się występowaniem następujących cech:
- Symetria: adenowirusy mają symetrię ikozaedralną
- Kapsyd: ikozaedralny zbudowany z 252 kapsomerów[1]
- Otoczka lipidowa: brak
- Kwas nukleinowy: dsDNA (dwuniciowy DNA)
- Replikacja: zachodzi w jądrze
- Wielkość: 80-100 nm
- Gospodarz: komórka zwierzęca kręgowców
- Cechy dodatkowe: z wierzchołków kapsydu wystają włókna białkowe, co nadaje wirionowi wygląd sztucznego satelity.

Adenowirusy zostały w 1953 r. wykryte w tkance migdałków gardłowych (tkance adenoidalnej), stąd ich nazwa. Znanych jest 49 serotypów, pogrupowanych w widoczne na poniższym przeglądzie systematyki grupy, oznaczone symbolami od A do F. Dwie główne grupy wyodrębniane w obrębie tej rodziny to adenowirusy ssacze i ptasie:
- Rodzina: Adenoviridae (adenowirusy)
  - Rodzaj: Mastadenovirus (adenowirusy ssaków)
    - ludzki adenowirus A (HAdV-A)
    - ludzki adenowirus B (HAdV-B)
    - ludzki adenowirus C (HAdV-C)
    - ludzki adenowirus D (HAdV-D)
    - ludzki adenowirus E (HAdV-E)
    - ludzki adenowirus F (HAdV-F)

  - Rodzaj: Aviadenovirus (adenowirusy ptaków)

## Patogeneza
Adenowirusy wykazują szczególne powinowactwo do układu chłonnego, powodując przerost tkanki adenoidalnej (limfoidalnej). Wywołują zmiany degeneracyjne i martwicę nabłonka dróg oddechowych, przewodu pokarmowego, spojówki. W ciężkich przypadkach może dojść do uogólnienia zakażenia. 

## Chorobotwórczość
Choroby wywoływane przez adenowirusy dotyczą głównie oczu, układu oddechowego i przewodu pokarmowego:
- zakażenia dróg oddechowych u dzieci – są one często bezobjawowe, zwłaszcza w przypadku adenowirusa 2. Istnieje tutaj zależność od wieku: małe dzieci wykazują zwykle nieżyt nosa, zaś starsze – zapalenie gardła
- zakażenie oddechowe u rekrutów – występuje w dużych zbiorowiskach ludzkich, np. w koszarach, stąd nazwa
- tzw. oko stoczniowca – jest to choroba oczu przenoszona za pomocą niesterylnych narzędzi medycznych
- choroby jelit – występują u niemowląt – mogą to być zapalenia jelit lub wgłobienie jelit
- ostre zapalenia pęcherza moczowego – występują u niemowląt
- zapalenie opon mózgowo-rdzeniowych – występuje u niemowląt

Ponadto u osób otyłych jest większa częstotliwość infekcji niektórymi adenowirusami (adenowirus Ad-36).